# 鱗腹角魴鮄
鱗腹角魴鮄，為輻鰭魚綱鮋形目牛尾魚亞目角魚科的其中一種，分布於東印度洋的澳洲海域，棲息深度80-185公尺，體長可達22.1公分，為底棲性魚類，屬肉食性。

## 擴展閱讀
維基物種上的相關：鱗腹角魴鮄